# Supercoppa IIHF 1999
La Supercoppa IIHF 1999 è stata la terza edizione della Supercoppa IIHF. In questa edizione svoltasi ad Ambrì in Svizzera il 31 agosto 1999, si sono affrontate i padroni di casa dell'HC Ambrì-Piotta e la squadra russa del Metallurg Magnitogorsk. La Supercoppa è stata vinta dall'HC Ambrì Piotta.

## Contendenti

### HC Ambrì-Piotta
L'Hockey Club Ambrì-Piotta è una squadra svizzera di hockey su ghiaccio fondata nel 1937; che milita nella Lega Nazionale A. L'HC Ambrì-Piotta è il vincitore della seconda edizione della IIHF Continental Cup. Ha vinto la fase finale disputata a Kosice in Slovacchia.

### Metallurg Magnitogorsk
Il Metallurg Magnitogorsk è una squadra russa di hockey su ghiaccio fondata nel 1955; che militava nella Super Lega Russa; ora KHL. Il Metallurg Magnitogorsk è il vincitore della terza edizione della European Hockey League. Ha vinto la finale disputata a Mosca battendo la Dinamo Mosca.

## Formula
La Supercoppa IIHF viene disputata come le edizioni precedenti nella forma della gara singola.  Le contendenti delle Supercoppa sono: la squadra che vince l'European Hockey League e la squadra che vince la Continental Cup.

## Roster della squadra vincitrice
| Vincitori della Supercoppa IIHF HC Ambrì-Piotta | Portieri: Pauli Jaks, Flavio Streit Difensori: Frédy Bobillier, Nicola Celio, Tiziano Gianini, John Gobbi, Andreas Hänni, Thomas Künzi, Leif Rohlin, Bruno Steck Attaccanti: Krister Cantoni, Manuele Celio, Alain Demuth, Paolo Duca, John Fritsche, Ryan Gardner, Patrick Lebeau, Stéphane Lebeau, Cornel Prinz, Franz Steffen, Claude Verret, Thomas Ziegler Allenatore: Larry Huras |